# Noville
Noville este un oraș în Elveția.
Populația orașului de-a lungul timpului: